# North-Hollywood-Schießerei
Koordinaten: 34° 11′ 29″ N, 118° 23′ 41,6″ W
Die North-Hollywood-Schießerei war eine bewaffnete Auseinandersetzung zwischen den schwerbewaffneten und mit Schutzwesten ausgerüsteten Bankräubern Larry Eugene Phillips und Emil Matasareanu auf der einen und Polizeistreifen und SWAT-Spezialeinheiten des Los Angeles Police Department auf der anderen Seite in North Hollywood, einem Stadtteil von Los Angeles, am 28. Februar 1997.
Das Feuergefecht von North Hollywood gilt als ein einschneidendes Ereignis in der US-amerikanischen Polizeigeschichte und erreichte außerordentliche Bekanntheit. Dies lag insbesondere am von den Tätern eingesetzten außergewöhnlich schweren Waffenarsenal, der langen Dauer der Schießerei, in deren Verlauf die Räuber mehr als 1100 Schuss abgaben, sowie der ungewöhnlichen Vorgehensweise der Täter, die die Polizei direkt und offen angriffen.
Zur Schießerei kam es, als Phillips und Matasareanu unmittelbar nach Verlassen der von ihnen ausgeraubten Bank of America von eingetroffenen Polizisten gestellt wurden. Die beiden Räuber eröffneten daraufhin das Feuer und versuchten, mit Waffengewalt einen Fluchtweg zu erkämpfen. Im Laufe des Feuergefechts wurden zehn Polizisten und sieben Zivilisten verletzt. Einer der Täter, Larry Phillips, richtete schließlich seine 9-Millimeter-Waffe gegen sich selbst und starb durch Suizid. Sein Komplize Matasareanu lieferte sich noch eine weitere Schießerei mit der Polizeieliteeinheit SWAT und erlag wenig später seinen Schussverletzungen. Seine Angehörigen warfen der Polizei später vor, sie habe ihn vorsätzlich sterben lassen und medizinische Hilfe verweigert, auch nachdem er sich bereits ergeben hatte. Die beiden Täter hatten bereits zuvor mehrere Banken ausgeraubt und waren schon damals durch schwere Bewaffnung aufgefallen.
Phillips und Matasareanu hatten automatische Gewehre mit Munition, die zum Durchdringen von Polizei-Schutzwesten in der Lage war, und trugen selbst ballistische Schutzwesten. Polizeistreifen in Los Angeles waren damals typischerweise mit einer 9-mm-Pistole oder .38-Special-Revolver bewaffnet, einige hatten auch eine Kaliber-12-Schrotflinte in ihrem Auto. Die Polizei war mit ihrer Ausrüstung den Bankräubern daher zunächst unterlegen. Da die Handfeuerwaffen der Polizei die Westen der Bankräuber nicht durchdringen konnten, waren ihre Bemühungen, die Täter zu stoppen, vorerst ineffektiv. Schließlich erreichten SWAT-Teams den Tatort mit Waffen, die den Körperschutz durchdringen konnten. Die Polizisten requirierten auch einige halbautomatische Gewehre bei einem nahegelegenen Waffenhändler.
Der Vorfall löste eine Debatte über eine angemessene Ausstattung der Polizei für ähnliche Situationen in der Zukunft aus.

## Hintergründe

### Täter
Larry Phillips Jr. (* 1970) und Emil Matasareanu (* 1966) trafen sich 1989 zum ersten Mal im Gold’s Gym in Venice, einem Stadtteil von Los Angeles. Sie hatten ein gemeinsames Interesse an Gewichtheben und Bodybuilding, aber bald entwickelte sich auch ein gemeinsames Interesse am Geldverdienen durch Kriminalität.
Philips stammte aus Los Angeles. Seine Eltern waren mehrmals in Konflikt mit dem Gesetz gekommen. Spätestens 1989 wurde auch er selbst kriminell, als er Gegenstände im Wert von 400 Dollar aus einem Geschäft stahl und dafür verurteilt wurde. Später importierte er Stahlkernmunition für seine illegal modifizierten Sturmgewehre, und erwarb Aramidgewebe, um Schutzwesten anzufertigen.
Emil Matasareanu (rumänisch Mătăsăreanu) kam aus einer Familie von rumänischen Einwanderern aus Timișoara. Er war im Kindesalter mit seinen Eltern vor dem Ceaușescu-Regime von Rumänien in die USA geflohen und erwarb später in den Vereinigten Staaten einen Hochschulabschluss in Elektrotechnik. Er versuchte, sich mit einer eigenen Firma selbständig zu machen, geriet aber bald in finanzielle Schwierigkeiten. 1990 heiratete er und wurde kurz darauf Vater eines Sohnes. Seit einer Kopfverletzung 1994 war er gesundheitlich schwer angeschlagen. Seine Frau verließ ihn sechs Monate vor den Ereignissen in North Hollywood mit den Kindern. Matasareanu war depressiv und äußerte gegenüber seinen Eltern mehrmals den Wunsch zu sterben. Als treibende Kraft bei dem Überfall wurde später Larry Phillips beschrieben.

### Kriminelle Vorgeschichte
1993 setzte das Duo seinen Plan, einen Raubüberfall durchzuführen, in die Tat um. Am 20. Juli 1993 überfiel es einen Geldtransporter vor einer Bank in Littleton, Colorado und konnte unerkannt fliehen.
Im Oktober 1993 wurden Phillips und Matasareanu in Glendale nordwestlich von Los Angeles wegen einer Geschwindigkeitsübertretung verhaftet. Das Fahrzeug wurde daraufhin durchsucht, da Phillips mit einer versteckt getragenen Waffe verhaftet wurde. Es wurden zwei halbautomatische Gewehre, zwei Handfeuerwaffen, über 1600 Schuss 7,62-mm-Gewehrmunition, mehr als 1200 Schuss von 9-mm- und .45-ACP-Pistolenmunition, Funkscanner, Rauchbomben, improvisierte Sprengmittel, Körperschutzwesten und drei verschiedene kalifornische Kraftfahrzeugkennzeichen gefunden. Obwohl sie ursprünglich der Verschwörung zur Begehung eines Raubes beschuldigt wurden, saß keiner von ihnen länger als 100 Tage im Gefängnis, sie bekamen aber drei Jahre auf Bewährung. Nach ihrer Freilassung wurde ihnen, bis auf die konfiszierten Waffen, das meiste beschlagnahmte Eigentum zurückgegeben. Eine Verbindung zum Überfall in Littleton wurde nicht hergestellt.
Im Juni 1995 überfiel das Duo einen Geldtransporter von Brink’s und tötete dabei einen Wachmann. Im Mai 1996 beraubten sie zwei Filialen der Bank of America im San Fernando Valley bei Los Angeles und erbeuteten dabei etwa 1,5 Millionen US-Dollar. Beide Male konnten sie unerkannt flüchten.
Phillips und Matasareanu verwendeten während der Überfälle stets äußerst schwere Bewaffnung, weshalb sie von der Polizei mit dem Spitznamen High Incident Bandits versehen wurden.

## Verlauf

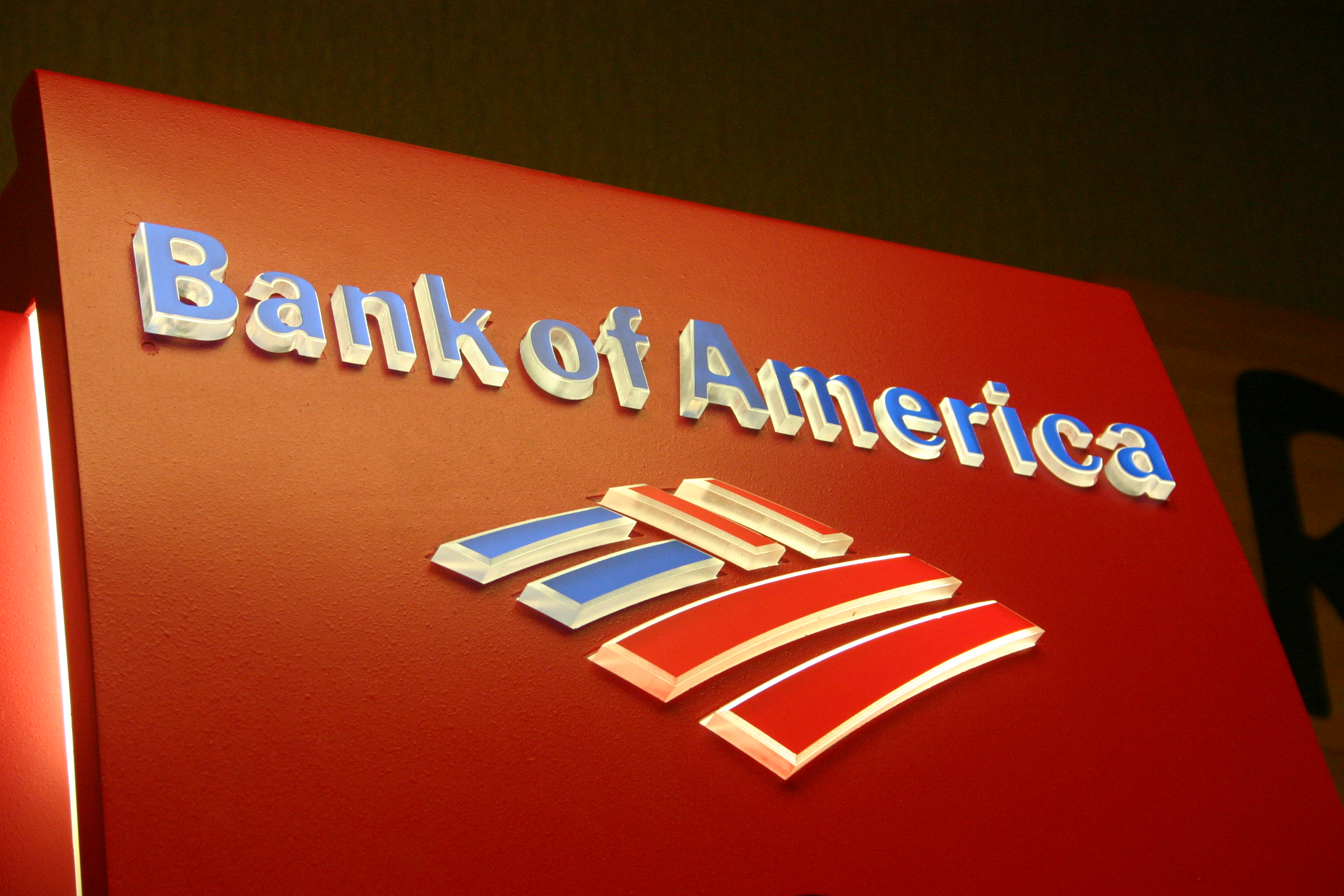
Bank of America

Der Überfall geschah am Morgen des 28. Februar 1997. Ihm waren Monate der Erkundung des Zieles – der Filiale der Bank of America an der Kreuzung Laurel Canyon Boulevard und Archwood Street – vorausgegangen. Phillips und Matasareanu standen fünf illegal geänderte vollautomatische Gewehre zur Verfügung: drei 7,62 × 39 mm Typ 56 Sturmgewehre (eine AK-47-Kopie), ein modifiziertes HK91 und ein .223-caliber Bushmaster rifle (Model XM15-ES2), ein AR-15-Klon. Sie besaßen auch zwei 9 mm-Beretta-92F-Pistolen, einen Revolver Kaliber .38, sowie rund 3300 Schuss Munition in Stangen- und Trommelmagazinen.
Sie nutzten für den Weg von ihrer Wohnung zur Bank einen weißen Chevrolet Celebrity und kamen an der Filiale um 9:17 Uhr an. Sie waren maskiert und trugen ihre selbstgemachten Rumpfrüstungen einschließlich Metall-Traumaplatten als Schockabsorber zum Schutz von lebenswichtigen Organen. Bevor sie die Bank betraten, nahmen sie Phenobarbital zur Beruhigung ein. Sie stellten die Timer ihrer Uhren auf acht Minuten, die geschätzte Reaktionszeit der Polizei. Phillips hatte diese Zeit mit Hilfe eines Funkscanners aus dem Polizeifunk ermittelt. Sie wurden jedoch bereits beim Betreten der Bank von einem den Laurel Canyon entlangfahrenden LAPD-Streifenwagen entdeckt; die Beamten im Auto meldeten einen möglichen bewaffneten Raub.
Innerhalb der Bank zwangen Phillips und Matasareanu den Assistant Manager, den Safe zu öffnen. Sie feuerten mindestens 100 Schuss ab, um die etwa 30 anwesenden Bankmitarbeiter und Kunden einzuschüchtern und möglichem Widerstand vorzubeugen. Dies wurde von draußen wartenden Polizisten gehört, die weitere Verstärkung anforderten und das Gebäude umstellten. Die beiden Räuber erbeuteten nur 303.305 statt der erwarteten 750.000 US-Dollar, da die Bank den Lieferplan für das Geld verändert hatte. Zudem brauchten sie in der Bank wesentlich mehr Zeit als geplant. Um 9:32 Uhr verließ Phillips kurz das Gebäude, bemerkte die dort bereits eingetroffenen Polizisten und zog sich wieder zurück. Im Inneren beschlossen die beiden offenbar, sich mit Gewalt einen Fluchtweg zu erkämpfen.
Um 9:38 Uhr verließ Phillips die Bank durch den Nordeingang und Matasareanu durch den Südeingang. Beide sahen sich Dutzenden von Polizisten des LAPD gegenüber, die zur Verstärkung eingetroffen waren. Sie begannen sofort, die Polizisten zu beschießen. Hubschrauber von Nachrichtensendern trafen aufgrund der gleichen Funkmeldung Minuten später ein und berichteten, obwohl die Räuber auch auf sie schossen. Die SWAT-Kommandeure verwendeten die Live-Sendungen der Hubschrauber, um wichtige zeitnahe Informationen an die Beamten vor Ort weiterzugeben.
Phillips und Matasareanu schossen mit panzerbrechenden Geschossen auf die Streifenfahrzeuge, die auf dem Laurel Canyon Boulevard vor der Bank abgestellt worden waren. Die Streifenpolizisten besaßen nur leichte Bewaffnung, 9 mm-Standardpistolen vom Typ Beretta 92 und Kaliber-.38-Revolver, einige waren auch mit Vorderschaftrepetierflinten ausgestattet. Die von Phillips und Matasareanu getragene Körperrüstung war stark genug, um diesen standzuhalten. Die beiden Täter lieferten sich ein 7 bis 8 Minuten langes Feuergefecht mit der Polizei, bis es Matasareanu gelang, das Fluchtfahrzeug zu erreichen. Phillips blieb außerhalb des Fahrzeugs. Er benutzte den Wagen als Deckung, um weiter auf die Polizei zu feuern, und stieg auch dann nicht ein, als ihn sein Komplize mehrfach dazu aufforderte. Ein TAC (taktischer Alarm) wurde ausgelöst, und 18 Minuten nach Beginn der Schießerei traf ein mit automatischen Waffen ausgerüstetes SWAT-Team ein. Ein Sonderschutzfahrzeug half den Beamten, die Verletzten zu bergen.

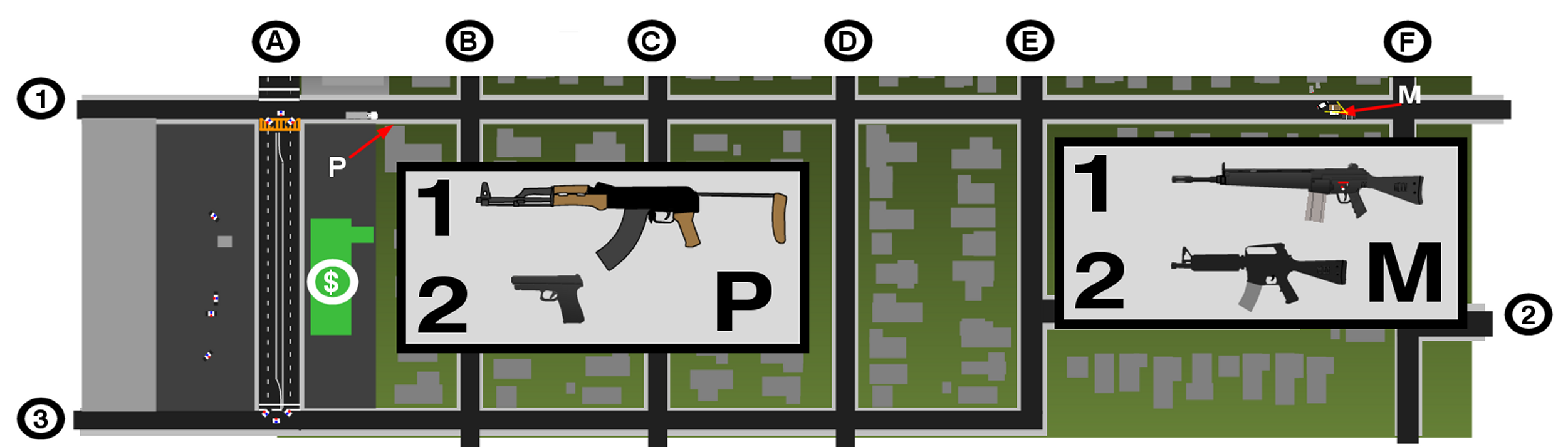
Maßstäbliche Karte der Gegend rund um Bank of America ($), Orte des Todes von Phillips (P) und Matasareanu (M).
Straßen:
A: Laurel Canyon Boulevard – B: Agnes Avenue – C: Ben Avenue – D: Gentry Avenue – E: Radford Avenue – F: Morella Avenue – 1: Archwood Street – 2 : Lemay Street – 3: Kittridge Street

Um 9:51 Uhr trennte sich Phillips von Matasareanu und marschierte nach Osten in die Archwood Street, wobei er die Polizei weiter aus seinem AKMS-Sturmgewehr beschoss. Er hatte es gerade mit einem 100-Schuss-Trommelmagazin nachgeladen, als er am linken Daumen getroffen wurde. Dies mag ihn daran gehindert haben, eine Patronenhülse zu entfernen, die eine Ladehemmung verursacht hatte. Er legte das Sturmgewehr ab, zog eine Beretta-Pistole und feuerte mit der unverletzten rechten Hand weiter auf die Polizei. Er wurde dann auch in die rechte Hand getroffen und ließ die Pistole fallen. Anschließend hob er sie wieder auf und erschoss sich selbst mit einem Schuss unter das Kinn; gleichzeitig wurde er von einem Polizeibeamten an der Wirbelsäule getroffen.
Matasareanus Fahrzeug war fast funktionsunfähig, da die Reifen zerschossen worden waren. Um 9:56 Uhr kaperte er einen vorbeifahrenden Pickup-Truck in der Archwood Street, drei Blocks östlich von der Stelle, an der Phillips erschossen worden war. Er schaffte alle seine Waffen und Munition aus dem Fluchtauto in das neue Fahrzeug. Allerdings konnte er den Wagen nicht starten, da der Eigentümer vor Verlassen des Fahrzeugs die Kraftstoffpumpe abgeschaltet hatte. Als Hubschrauber von KCBS und KCAL über dem Fahrzeug schwebten, traf ein Streifenwagen mit SWAT-Beamten ein. Matasareanu verließ den Pickup-Truck, nahm Deckung hinter dem ursprünglichen Fluchtfahrzeug und griff sofort an. Er lieferte sich ein kurzes intensives Feuergefecht mit der Polizei, bei dem er zweieinhalb Minuten lang ohne Pause Schüsse abfeuerte. Mindestens ein SWAT-Polizist zielte mit seinem M16-Sturmgewehr unter das Auto und verwundete Matasareanu an seinen ungeschützten Unterschenkeln. Nachdem er mehr als 20-mal in die Beine getroffen worden war, ergab er sich schwer verletzt. Die Polizei rief einen Krankenwagen, aber Matasareanu verblutete, bevor Hilfe geleistet wurde.
Die meisten der Vorfälle einschließlich des Todes von Phillips und der Festnahme  Matasareanus wurden live von Nachrichten-Hubschraubern übertragen und im Fernsehen gesendet. Mehr als 300 Angehörige von Strafverfolgungsbehörden waren aufgrund des stadtweiten taktischen Alarms zusammengekommen. Am Ende der Schießerei hatten Phillips und Matasareanu über 1300 Schuss (nach anderen Angaben 1100 Schuss) abgefeuert. Phillips wurde elf Mal getroffen, einschließlich des sich selbst zugefügten Kopfschusses. Matasareanu wurde 29 mal getroffen; trotz seiner Wunden überlebte er weitere 40 Minuten, bis er starb. Der Bericht des Gerichtsmediziners führte Kreislaufstillstand durch einen Schock als einen Faktor an, der zum Tod beitrug.
Insgesamt wurden bei dem Feuergefecht zwölf Polizisten verletzt sowie acht weitere Personen. Es entstand erheblicher Sachschaden an Gebäuden und Fahrzeugen.

## Nachwirkung und Kontroversen

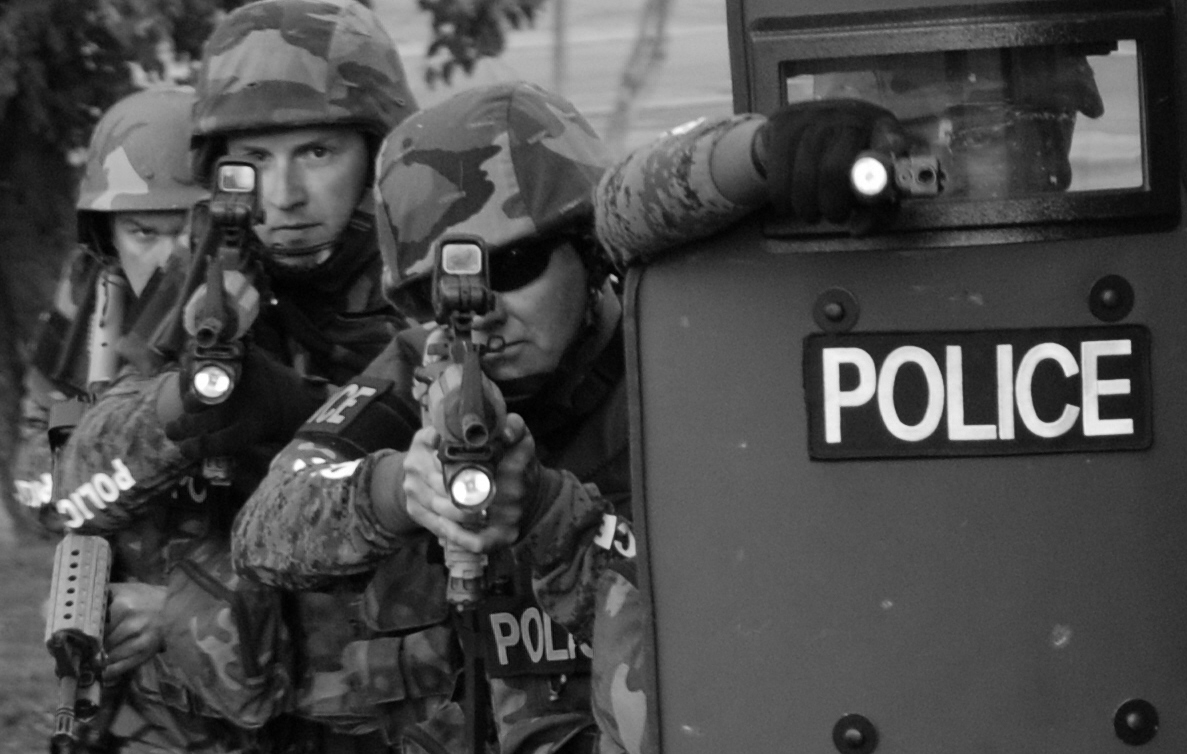
SWAT-Spezialeinheit

Phillips und Matasareanu schossen mit vollautomatischen Gewehren, die mit panzerbrechenden Geschossen geladen und in der Lage waren, Wände von Fahrzeugen zu durchdringen, die normalerweise als sichere Deckung angesehen wurden. Die Räuber waren von einem selbstgebauten Rumpfpanzer geschützt, der von den Geschossen der Handfeuerwaffen und Schrotflinten der Polizei nicht durchdrungen werden konnte. Während Phillips in die (ungeschützten) Hände geschossen wurde und er kurze Zeit später durch Suizid starb, berichtete ein SWAT-Offizier über den letzten Schusswechsel, dass sein M16-Gewehr Matasareanus Rüstung wegen der Traumaplatten nicht durchdringen konnte. Das deutet darauf hin, dass das Ergebnis möglicherweise anders gewesen wäre, hätten beide Räuber Beinschutz getragen. Der selbstgebaute Rumpfschutz war schwer und begrenzte die Mobilität der Räuber.
Die Unwirksamkeit der Pistolen- und Schrotflintenmunition der Polizei führte zu einem Trend in den Vereinigten Staaten, ausgewählte Polizeistreifen mit halbautomatischen 5,56-mm-AR-15-Gewehren auszurüsten. Sieben Monate nach dem Vorfall gab das Verteidigungsministerium 600 überschüssige M16 an das LAPD ab. Andere Städte wie Miami rüsteten auch Streifenpolizisten, nicht nur SWAT-Teams, mit stärkerer Feuerkraft auf. LAPD-Patrouillenfahrzeuge haben jetzt AR-15s als Standardausrüstung an Bord und sind mit schusssicheren Kevlar-Platten in ihren Türen ausgerüstet.
Es wurden etwa 650 Schuss auf die Räuber abgefeuert. Die Polizeibeamten richteten ihr Feuer auf den Körper von Matasareanu und Phillips. Jeder wurde von mindestens zehn Kugeln getroffen, die den Panzer durchdrangen. Beide setzten ihre Angriffe auf die Polizei dennoch fort. Matasareanu erhielt mehrere nichttödliche Verletzungen, die zu Blutverlust führten.

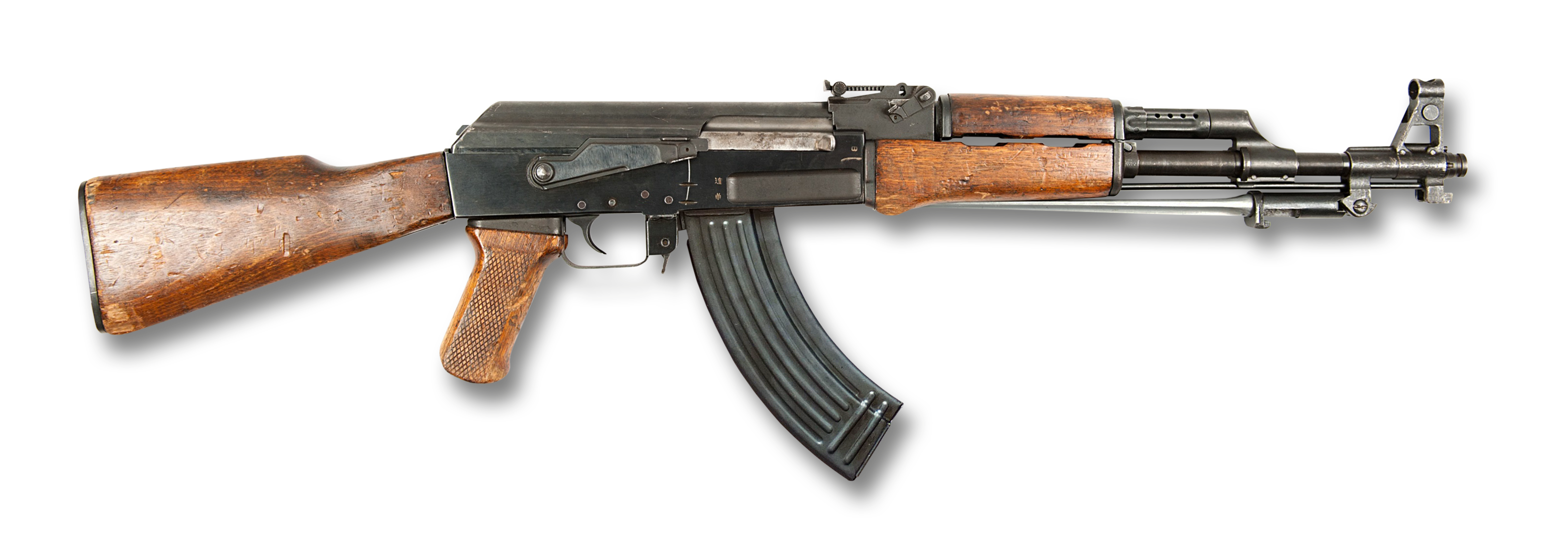
Chinesisches Typ-56-Sturmgewehr, ein AK-47-Klon

Das LAPD wurde später dafür kritisiert, dass man die medizinische Betreuung Matasareanus nicht ermöglicht habe. Darauf erwiderte die Polizei, dass das Krankenwagen-Personal sich an die üblichen Regelungen gehalten habe, indem es sich nicht in den Gefahrenbereich begab, solange Matasareanu immer noch potentiell gefährlich war. Einige Berichte wiesen darauf hin, dass er etwa eine Stunde lang entwaffnet auf dem Asphalt lag, bevor der Krankenwagen kam. Es wurde eine Klage zugunsten von Matasareanus Kindern gegen Mitglieder des LAPD eingereicht, in der behauptet wurde, Matasareanus Bürgerrechte seien verletzt worden, und man habe ihn verbluten lassen. Die Klage wurde im Februar und März 2000 vor dem United States District Court verhandelt und endete damit, dass sich die Jury nicht auf ein gemeinsames Urteil einigen konnte. Die Anklage wurde später fallengelassen, als Matasareanus Familie die Rechtsmissbräuchlichkeit der Klage feststellte.
Im Jahr nach der Schießerei erhielten 17 Beamte des LAPD sowohl die Los Angeles Police Medal of Valor als auch die nationale Tapferkeitsauszeichnung Public Safety Officer Medal of Valor für ihre Taten und trafen Präsident Bill Clinton. 2003 wurde ein Film über den Vorfall mit dem Titel 44 Minuten – Die Hölle von Nord Hollywood gedreht. 2004 eröffnete das Museum des Los Angeles Police Departments eine Ausstellung mit zwei lebensgroßen Schaufensterpuppen von Phillips und Matasareanu mit Schutzausrüstung und ihren Waffen. 2009 thematisierte die Thrash-Metal-Band Megadeth die Schießerei in ihrem Lied 44 Minutes vom Album Endgame.